# Midland City (Alabama)
Midland City é uma cidade  localizada no estado americano do Alabama, no Condado de Dale.

## Demografia
Segundo o censo americano de 2000, a sua população era de 1703 habitantes.
Em 2006, foi estimada uma população de 1822, um aumento de 119 (7.0%).

## Geografia
De acordo com o United States Census Bureau, a localidade tem uma área de 15,6 km², sem área coberta por água. Midland City localiza-se a aproximadamente 115 m acima do nível do mar.

## Localidades na vizinhança
O diagrama seguinte representa as localidades num raio de 16 km ao redor de Midland City.